# 奧里諾科河三角洲
奧里諾科河三角洲（西班牙語：Delta del Orinoco）是奧里諾科河的一個廣闊的河流三角洲，位於委內瑞拉東部，範圍涵蓋整個阿馬庫羅三角洲州以及莫納加斯州、蘇克雷州部分地區。

## 水文學
三角洲呈扇形，由奧里諾科河分裂成許多支流形成，該地區面積約為43,646平方公里。

## 環境
主要植被位於奧里諾科三角洲沼澤森林生態區，包括大面積的永久性濕地以及季節性淹沒的淡水沼澤森林。三角洲的河流邊緣有大量紅樹林生長。